# 川裾祭

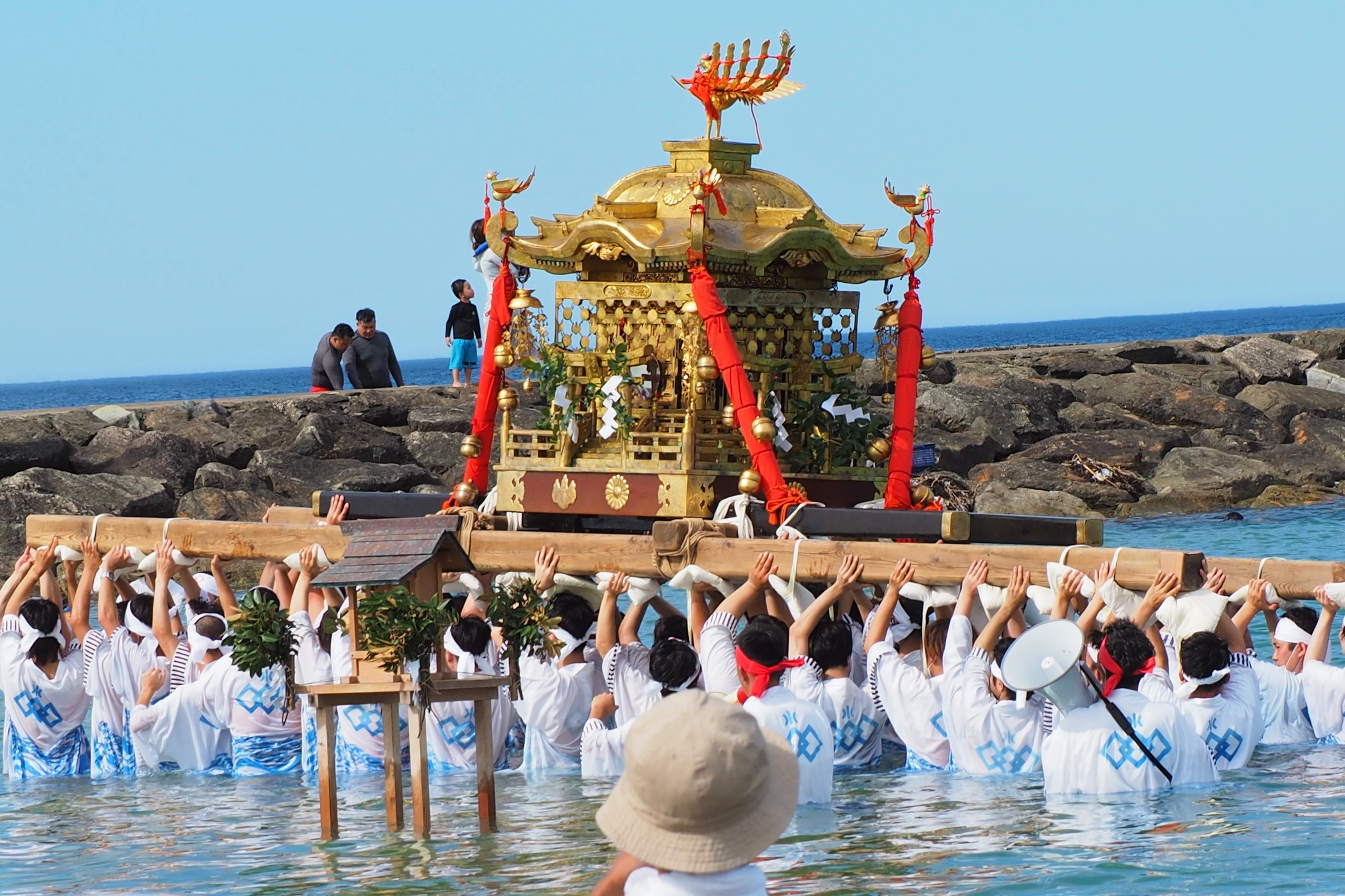
浅茂川水無月祭(京都府京丹後市網野町）

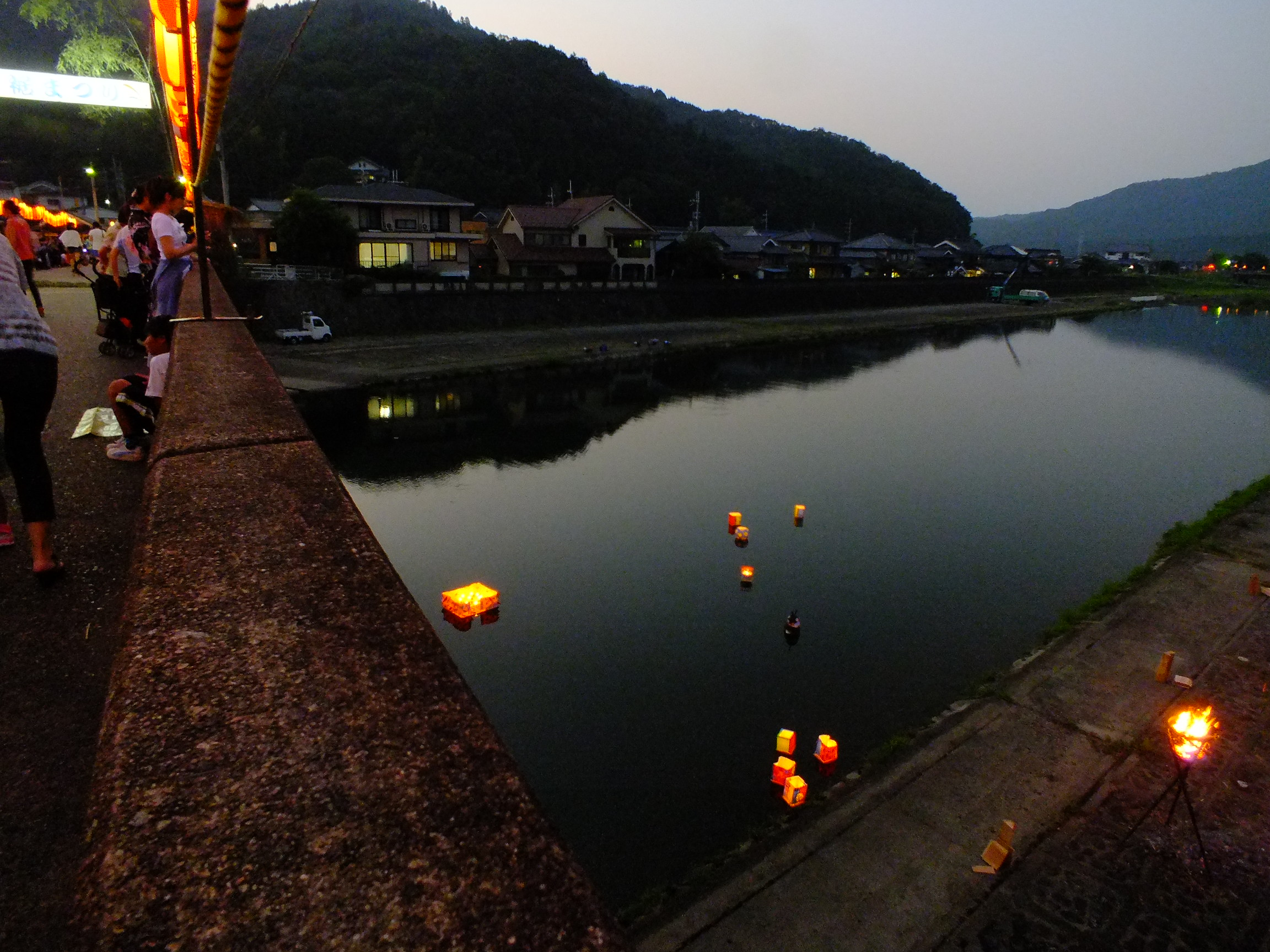
市島川裾祭（丹波市市島町）

川裾祭（かわすそまつり）は、川の合流点や河口付近で行われる祭り。川裾さん、かわっそさんとも呼ばれる。また、川裾は川すそ、川下とも書かれる。

## 概要
福井県から兵庫県北部にかけての各地にみられ、神事になっているものもある。一般的に川の合流点や河口付近で行われるが、河口から離れている海岸線で行われるケースもある。

## 主な川裾祭
滋賀県高島市マキノ町
川裾まつりは、琵琶湖の近くに位置する唐﨑神社の例祭。7月の第4日曜日に行われ、湖西唯一の夏の大祭である。
滋賀県高島市新旭町
川裾祭（山形の川裾さん）は、琵琶湖の近くに位置する西宮大神社境内社の唐﨑神社の夏祭り。かつては7月28日に行われていたが、現在は7月最終日曜日に行われている。午前中の祭典に続き、午後からは夜遅くまで神賑わい神事として納涼踊りが行われている。
兵庫県丹波市市島町市島
市島川裾まつりは、由良川支流の竹田川の川祭り。7月29日に行われ、万燈流しや、花火大会（約750発）などが催される。丹波市内ではこの他にも、元祖川裾祭り（氷上町本郷）、北御油川裾祭（氷上町御油）、成松川裾まつり（氷上町成松）などがある。
兵庫県美方郡新温泉町
川下大祭は、岸田川、久斗川、田井川の川祭り。宇都野神社の例祭で、兵庫県指定重要無形民俗文化財となっている麒麟獅子の舞が奉納され、渡御行列として神輿などが町内を練り歩く。花火大会（約3000発）が催され、但馬三大祭りの一つに数えられている。
京都府京丹後市網野町
浅茂川水無月祭（通称：かわっそさん）は、京都府京丹後市網野町浅茂川地区で毎年7月30日に行われる夏祭り。海上渡御（かいじょうとぎょ）と呼ばれる神輿巡業が行われ、夜には納涼花火大会が行われる。